# تينا دي بروين
تينا دي بروين (بالهولندية: Tina de Bruin)‏ هي ممثلة هولندية، ولدت في 24 نوفمبر 1975 في إميريش آم راين في ألمانيا.

## وصلات خارجية
- تينا دي بروين على موقع IMDb (الإنجليزية)
- تينا دي بروين على موقع ألو سيني (الفرنسية)
- تينا دي بروين على موقع أول موفي (الإنجليزية)
- تينا دي بروين على موقع قاعدة بيانات الأفلام السويدية (السويدية)
- تينا دي بروين على موقع قاعدة بيانات الفيلم (الإنجليزية)
- تينا دي بروين على موقع كينوبويسك (الروسية)